# Lillbergstjärnen (Överluleå socken, Norrbotten, sydväst om Vitträsk)
Lillbergstjärnen är en sjö i Bodens kommun i Norrbotten och ingår i Alterälvens huvudavrinningsområde.